# 김해 장유화상 사리탑
김해 장유화상 사리탑(金海 長游和尙 舍利塔)은 대한민국 경상남도 김해시 대청동, 장유암에 있는 사리탑이다.
1983년 7월 20일 경상남도의 문화재자료 제31호 장유화상 사리탑으로 지정되었다가, 2018년 12월 20일 현재의 명칭으로 변경되었다.

## 개요
이 팔각사리탑은 가락국 수로왕의 처남인 장유화상(허보옥)의 사리를 봉안하고 있는 석조물로서 가락국 제8대 질지왕(451-492) 재위중 장유암 재건당시 세워진 것으로 전하고 있다. 1500여년의 오랜 세월속에 여러번의 전환으로 암자와 관계 유물들은 거의 소실되고 사리탑만이 있었다고 하나 현존 사리탑은 그 제작 수법으로 보아 려말선초의 작품으로 보인다. 1915년 5월 선포화상의 원력으로 현재의 장유암 사옥이 중건되면서 탑의 보호를 위한 석조 난간을 설치하고 아울러 가락국사 장유화상사적비를 건립하여 불모산 개창주의 뜻을 후세에 기리도록 하였다. 현상으로 보아 비교적 양호한 상태이나 상륜 일부는 결실된 것을 보수하였다.

## 참고 자료
- 김해 장유화상 사리탑 - 국가유산청 국가유산포털